# 未來警察浦島人
《未来警察浦島人》（日语：未来警察ウラシマン）是1983年1月9日至同年12月24日在富士电视台富士电视网播放，全50話，是由龙之子制作公司製作的科幻动画。。1984年12月9日在香港無綫電視翡翠台下午430穿梭機時段內以劇名《未来警察》播映。

## 劇情簡介
在1983年生活的少年被浦島效應（烏辛博效應）穿越到了2050年的大都市新東京，并因為时间旅行后而失去了以前的記憶，於是起名叫浦島小龍，然後做了刑事加入機動機械分署（Magna Police 38）。之后他和蘇菲亞、克勞德和分署長權藤，三人一起与在新東京活动的犯罪組織Necrime对抗。

## 主要角色

### 機動部隊瑪格蘭分署
烏辛博小龍／浦島龍（聲：小林通孝）
粵語配音：馮錦堂
本劇主角。原是生活在1983年的16歲少年，巧合碰上正在逃亡的費拉，因此遇上一場爆炸意外，爆炸的能量存入他體內，加上其後在逃走時碰上意外觸發使他穿越時空到了2050年的未來，由於身體存有從1983年跳躍到2050年的能量，因此也有能力從2050年跳回1983年，但他自身無法主動使用此能力，因而被稱為Urashiman（「烏辛博人」），之後失去了穿越時空前的所有記憶，包括自已原有的名字，但對原有年代的事物仍自然而然地有特別的親切感，因此非常想念自已的過去。槍法“一般來說”十分精準，他應邀加入了機動部隊，對付費拉創立的犯罪帝國尼古拉黨，在得知自己的過去及費拉的經歷後覺得他是個好人，劇終前一刻受費拉影響而發動了超能力變成「烏辛博人」，與費拉在回到1983年前一刻主動制停了，並返回2050年。
赫達／克勞德（聲：神谷明）
粵語配音：林保全
2050年未來世界的交通警，金髮碧眼的美男子，深受女性歡迎。他應邀加入了警隊特別機動小組。
蘇菲亞（聲：横沢啓子）
粵語配音：黃麗芳
2050年的少女，天主教徒，原本是見習修女，應邀加入了警隊特別機動小組，有預知未來的超能力，但她此超能力是隨機性發生作用，且只在整劇中最後一段才顯露出來。
權藤署長（聲：大平透）
粵語配音：梅欣
警隊機動分署署長。知道蒲島小龍穿越時空到來及擁有超能力，也知道蘇菲亞有預知未來的超能力，所以邀請他們加入機動部隊分署。
古雷達
粵語配音：黃兆強
老幹探，認識權藤署長，一直追輯犯罪組織尼古拉帝國（Necrime）。第10集登場。

### 犯罪帝國尼古拉黨
費拉總統（聲：丸山詠二）
粵語配音：周鸞
犯罪帝國尼古拉黨（Necrime）的創辦人及首任總統。年紀應為87歲，身體非常弱，在1983年被追捕時巧合遇上蒲島小龍，希望靠「烏辛博人」的超能力回到過去（1983年）而使身體回復年輕健壯，因而推行一名為3891的計劃，但失敗而被羅彼德以保他性命為由將他冷藏，暗裏將冷藏後的他放遂到外太空，不料他因宇宙能量而得到近乎無敵的超能力，之後回到地球向羅彼德報復，並威迫蒲島小龍帶他回到1983年。
羅彼德（聲：鹽澤兼人）
粵語配音：張炳強
原是犯罪帝國尼古拉黨遠東分部的執行官，後期成為尼古拉黨的第二任總統。金髮、雪白膚色的男子。愛喝紅酒。極聰明狡猾，冷靜，計謀出色，才華橫溢，對費拉有犯上心之，其後成功取代費拉成為尼古拉黨的的首領，之後顯露出原有野心家的本色，追求“犯罪美學”。在一次以玩蒲島小龍的“遊戲”中，承諾蒲島小龍勝出的話就不毀滅尼奧特城（新東京），因為部下茲蘭達出術，蒲島小龍輸了，羅彼德認為這樣不當，津守對蒲島小龍的承諾，沒有毀滅尼奧特城；弄當遇上無法戰勝、擁有近無敵超能力的費拉時，串通回復記憶的美玲，以裝死避開費拉的追殺，待年事已高、不久於人世的費拉死去後重新出現，結局一集中，不知羅彼德未死的蒲島小龍在羅彼德的假墓前獻了一枝藍玫瑰，還說在羅彼德身上學懂了很多事而向羅彼德道謝及告別，其後羅彼德也因此在有機會殺蒲島小龍時沒有下手。劇中對羅彼德描述深入，戲份甚至比主角還多。
美玲（聲：北濱晴子）
粵語配音：林丹鳳
犯罪帝國尼古拉黨成員，羅彼德女部下，衣著性感。原是費拉的親生女，被費拉刻意安排接近羅彼德，期間她的記憶被封鎖而不知自已的身份。當費拉得到超能力回到地球向羅彼德報複時，費拉喚醒她的記憶，並要求她刺殺羅彼德，最終她卻背叛親生父親。
神經部隊
五人小組的尼古拉黨精英部隊，隸屬尼古拉黨遠東支部，由羅彼德指揮，對羅彼德極為忠心，隨羅彼德背叛費拉，為羅彼德的左右手。隊長為神經野狼，其他成員包括神經野貓、神經飛鷹…，神經野熊。
茲蘭達（聲：田中真弓）
粵語配音：馮志潤
犯罪帝國尼古拉黨成員，羅彼德的部下，對羅彼德忠心耿耿。身裁短小，常使用機關槍。

## 製作人員
- 製作 - 吉田健二
- 企劃 - 岡正（富士電視台）、内間稔（読売広告社）、九里一平（龍之子）
- 導演（總導演） - 真下耕一
- 機械設計 - 大河原邦男
- 人物設計 - 中村孝、加藤茂、井口忠一
- 原案・構成 - 曽田博久
- 技術監修 - 宮本貞雄
- 音樂 - 風戸慎介
- 美術監督 - 宮前光春
- 攝影監督 - 佐藤均
- 製作人 - 前田和也（富士電視台）、大野実（讀賣廣告社）、井上明（龍之子）
- 製作 - 富士電視台、龍之子製作公司

## 主題曲
片頭曲 - 「ミッドナイト・サブマリン」
作詞 - 康珍化 / 作曲 - 鈴木喜三郎 / 編曲・歌 - HARRY
片尾曲 - 「ドリーム・シティ・ネオ・トキオ」
作詞 - 康珍化 / 作曲 - 芹澤廣明 / 編曲・歌 - HARRY
插入曲
「Crystal Knights NECRIME」
作詞 - 竜の子プロ企画室 / 作曲・編曲 - 風戸慎介 / 歌 - MOJO
「Maybe」
作詞 - 竜の子プロ企画室 / 作曲 - 風戸慎介 / 編曲 - いちひさし / 歌 - MOJO
「Brother 〜That's all right, Brother〜」
作詞 - 康珍化 / 作曲 - 風戸慎介 / 編曲 - スワミヒロシ / 歌 - 神谷明
「Heart Walker」
作詞 - 康珍化 / 作曲 - 風戸慎介 / 編曲 - スワミヒロシ / 歌 - 神谷明
「Boogie-Woogie Cat」
作詞 - 竜の子プロ企画室 / 作曲・編曲 - 風戸慎介 / 歌 - 小野木久美子
「Battle URASHIMAN」
作詞 - 竜の子プロ企画室 / 作曲・編曲 - 風戸慎介 / 歌 - MOJO
「Fire Dancing」
作詞 - 竜の子プロ企画室 / 作曲・編曲 - 風戸慎介 / 歌 - 小野木久美子

## 各話列表
| 話數   | 播放日期      | 日文標題 | 腳本              | 分鏡           | 演出     | 作画監督          | 人物           | 動畫作監 | 背景擔當 美術       |
| ------ | ------------- | -------- | ----------------- | -------------- | -------- | ----------------- | -------------- | -------- | ------------------- |
| 第1話  | 1983年 1月9日 |          | 曽田博久          | 真下耕一       | 真下耕一 | 加藤茂            | 加藤茂         | 小林哲也 | 沢井裕滋            |
| 第2話  | 1月16日       |          | 曽田博久          | 貞光紳也       | 貞光紳也 | アベ正己          | アベ正己       | 小林哲也 | 沢井裕滋            |
| 第3話  | 1月23日       |          | 曽田博久          | 真下耕一       | 澤井幸次 | 井口忠一          | 井口忠一       | 小林哲也 | 沢井裕滋            |
| 第4話  | 1月30日       |          | 山崎晴哉          | 貞光紳也       | 石山貴明 | 水村十司          | 水村十司       | 渡辺正   | 沢井裕滋            |
| 第5話  | 2月6日        |          | 寺田憲史          | 古川順康       | 古川順康 | 河合静男          | 河合静男       | 橋本恵子 | 沢井裕滋            |
| 第6話  | 2月13日       |          | 山崎晴哉          | 貞光紳也       | 貞光紳也 | 鄭雨英            | 福岡元         | 山田高廣 | 沢井裕滋            |
| 第7話  | 2月20日       |          | 曽田博久          | 澤井幸次       | 澤井幸次 | 田辺由憲          | 田辺由憲       | 小林哲也 | 沢井裕滋            |
| 第8話  | 2月27日       |          | 富田祐弘          | 石山貴明       | 石山貴明 | 水村十司          | 西城隆詞       | 渡辺正   | 沢井裕滋            |
| 第9話  | 3月6日        |          | 寺田憲史          | 林政行         | 林政行   | 加藤茂            | 加藤茂         | 橋本恵子 | 沢井裕滋            |
| 第10話 | 3月13日       |          | 富田祐弘          | 古川順康       | 古川順康 | 井口忠一          | 井口忠一       | 小林哲也 | 沢井裕滋            |
| 第11話 | 3月20日       |          | 山崎晴哉          | 石山貴明       | 石山貴明 | 鄭雨英            | 高田明美       | 山田高廣 | 沢井裕滋            |
| 第12話 | 3月27日       |          | 土屋斗紀雄        | 貞光紳也       | 貞光紳也 | 河合静男          | 河合静男       | 橋本恵子 | 沢井裕滋            |
| 第13話 | 4月2日        |          | 寺田憲史          | 真下耕一       | 真下耕一 | なかむらたかし    | なかむらたかし | 小林哲也 | 沢井裕滋            |
| 第14話 | 4月9日        |          | 佐藤ゆき          | 澤井幸次       | 澤井幸次 | 鄭雨英            | 福岡元         | 山田高廣 | 沢井裕滋            |
| 第15話 | 4月16日       |          | 寺田憲史          | 貞光紳也       | 貞光紳也 | 河合静男          | 河合静男       | 橋本恵子 | 沢井裕滋            |
| 第16話 | 4月23日       |          | 寺田憲史          | 古川順康       | 古川順康 | 加藤茂            | 加藤茂         | 小林哲也 | 沢井裕滋            |
| 第17話 | 4月30日       |          | 土屋斗紀雄        | 林政行         | 林政行   | 河合静男          | 河合静男       | 橋本恵子 | 沢井裕滋            |
| 第18話 | 5月7日        |          | 井上敏樹          | 石山貴明       | 石山貴明 | 田辺由憲          | 田辺由憲       | 小林哲也 | 沢井裕滋            |
| 第19話 | 5月14日       |          | 山崎晴哉          | 貞光紳也       | 貞光紳也 | 鄭雨英            | 福岡元         | 山田高廣 | 沢井裕滋            |
| 第20話 | 5月21日       |          | 曽田博久          | 真下耕一       | 真下耕一 | 井口忠一          | 井口忠一       | 橋本恵子 | 沢井裕滋            |
| 第21話 | 5月28日       |          | 曽田博久          | 澤井幸次       | 澤井幸次 | 河合静男          | 福岡元         | 小林哲也 | 沢井裕滋            |
| 第22話 | 6月4日        |          | 寺田憲史          | 石山貴明       | 石山貴明 | 鄭雨英            | 高田明美       | 山田高廣 | 沢井裕滋            |
| 第23話 | 6月11日       |          | 富田祐弘          | 古川順康       | 古川順康 | 加藤茂            | 加藤茂         | 橋本恵子 | 沢井裕滋            |
| 第24話 | 6月18日       |          | 高野太            | 林政行         | 田中宏之 | 河合静男          | 河合静男       | 小林哲也 | 沢井裕滋            |
| 第25話 | 6月25日       |          | 寺田憲史          | 貞光紳也       | 貞光紳也 | 鄭雨英            | 福岡元         | 山田高廣 | 沢井裕滋            |
| 第26話 | 7月2日        |          | 山崎晴哉          | なかむらたかし | 古川順康 | なかむらたかし    | なかむらたかし | 橋本恵子 | 沢井裕滋            |
| 第27話 | 7月9日        |          | 富田祐弘 曽田博久 | 石山貴明       | 石山貴明 | 井口忠一          | 井口忠一       | 小林哲也 | 山元健生            |
| 第28話 | 7月16日       |          | 寺田憲史          | 澤井幸次       | 澤井幸次 | 鄭雨英            | 福岡元         | 山田高廣 | 沢井裕滋            |
| 第29話 | 7月30日       |          | 井上敏樹          | 高野太         | 田中宏之 | 河合静男          | 河合静男       | 橋本恵子 | 沢井裕滋            |
| 第30話 | 8月6日        |          | 高野太            | 湯山邦彦       | 石山貴明 | 田辺由憲          | 高田明美       | 小林哲也 | 沢井裕滋            |
| 第31話 | 8月13日       |          | 寺田憲史          | 古川順康       | 古川順康 | 鄭雨英            | 福岡元         | 山田高廣 | 山元健生            |
| 第32話 | 8月20日       |          | 曽田博久          | 真下耕一       | 澤井幸次 | 加藤茂            | 加藤茂         | 橋本恵子 | 多田喜久子 岡田和夫 |
| 第33話 | 8月27日       |          | 曽田博久          | 真下耕一       | 石山貴明 | なかむらたかし    | なかむらたかし | 小林哲也 | 沢井裕滋            |
| 第34話 | 9月3日        |          | 曽田博久          | 鈴木弘         | 真下耕一 | 井口忠一          | 井口忠一       | 橋本恵子 | 佐藤広明            |
| 第35話 | 9月10日       |          | 寺田憲史          | 澤井幸次       | 澤井幸次 | 鄭雨英            | 高田明美       | 山田高廣 | 沢井裕滋            |
| 第36話 | 9月17日       |          | 井上敏樹          | 林政行         | 林政行   | 河合静男          | 河合静男       | 小林哲也 | 沢井裕滋            |
| 第37話 | 9月24日       |          | 山崎晴哉          | 古川順康       | 古川順康 | 加藤茂            | 加藤茂         | 橋本恵子 | 山元健生            |
| 第38話 | 10月1日       |          | 寺田憲史          | 真下耕一       | 澤井幸次 | 鄭雨英            | 井口忠一       | 山田高廣 | 沢井裕滋            |
| 第39話 | 10月8日       |          | 井上敏樹          | 貞光紳也       | 貞光紳也 | 加藤茂            | 加藤茂         | 小林哲也 | 今井利恵            |
| 第40話 | 10月15日      |          | 井上敏樹          | 林政行         | 林政行   | 河合静男          | 河合静男       | 橋本恵子 | 沢井裕滋            |
| 第41話 | 10月22日      |          | 寺田憲史          | 石山貴明       | 石山貴明 | 鄭雨英            | 井口忠一       | 山田高廣 | 多田喜久子          |
| 第42話 | 10月29日      |          | 山崎晴哉          | 貞光紳也       | 貞光紳也 | 川口俊夫 星川信芳 | なかむらたかし | 小林哲也 | 今井利恵            |
| 第43話 | 11月5日       |          | 曽田博久 寺田憲史 | 澤井幸次       | 澤井幸次 | 井口忠一          | 井口忠一       | 橋本恵子 | 多田喜久子          |
| 第44話 | 11月12日      |          | 寺田憲史          | 古川順康       | 古川順康 | 鄭雨英            | 井口忠一       | 山田高廣 | 山元健生            |
| 第45話 | 11月19日      |          | 山崎晴哉          | 貞光紳也       | 貞光紳也 | 河合静男          | 河合静男       | 小林哲也 | 沢井裕滋            |
| 第46話 | 11月26日      |          | 寺田憲史          | 石山貴明       | 石山貴明 | 加藤茂            | 加藤茂         | 橋本恵子 | 今井利恵            |
| 第47話 | 12月3日       |          | 山崎晴哉          | 貞光紳也       | 貞光紳也 | 鄭雨英            | 井口忠一       | 山田高廣 | 沢井裕滋            |
| 第48話 | 12月10日      |          | 曽田博久          | 真下耕一       | 澤井幸次 | 河合静男          | 河合静男       | 小林哲也 | 多田喜久子          |
| 第49話 | 12月17日      |          | 曽田博久          | 古川順康       | 古川順康 | 井口忠一          | 井口忠一       | 橋本恵子 | 今井利恵            |
| 第50話 | 12月24日      |          | 寺田憲史 高野太   | 真下耕一       | 石山貴明 | 加藤茂            | 加藤茂         | -        | -                   |